# Flore Française
Flore Française (abreujat Fl. Franç. (ed. 3)) és un llibre amb il·lustracions i descripcions botàniques que va ser escrit pel briòleg, botànic, micòleg, pteridòleg suís Augustin Pyrame de Candolle. Va ser publicat en quatre volums amb 5 volums a l'any 1805 (el volum 5, vol. 6, el 1815), amb el nom de Flore Française, ou Descriptions Succinctes de Toutes les Plantes qui Croissent Naturellement en France....